# Gebroeders Van Lymborch

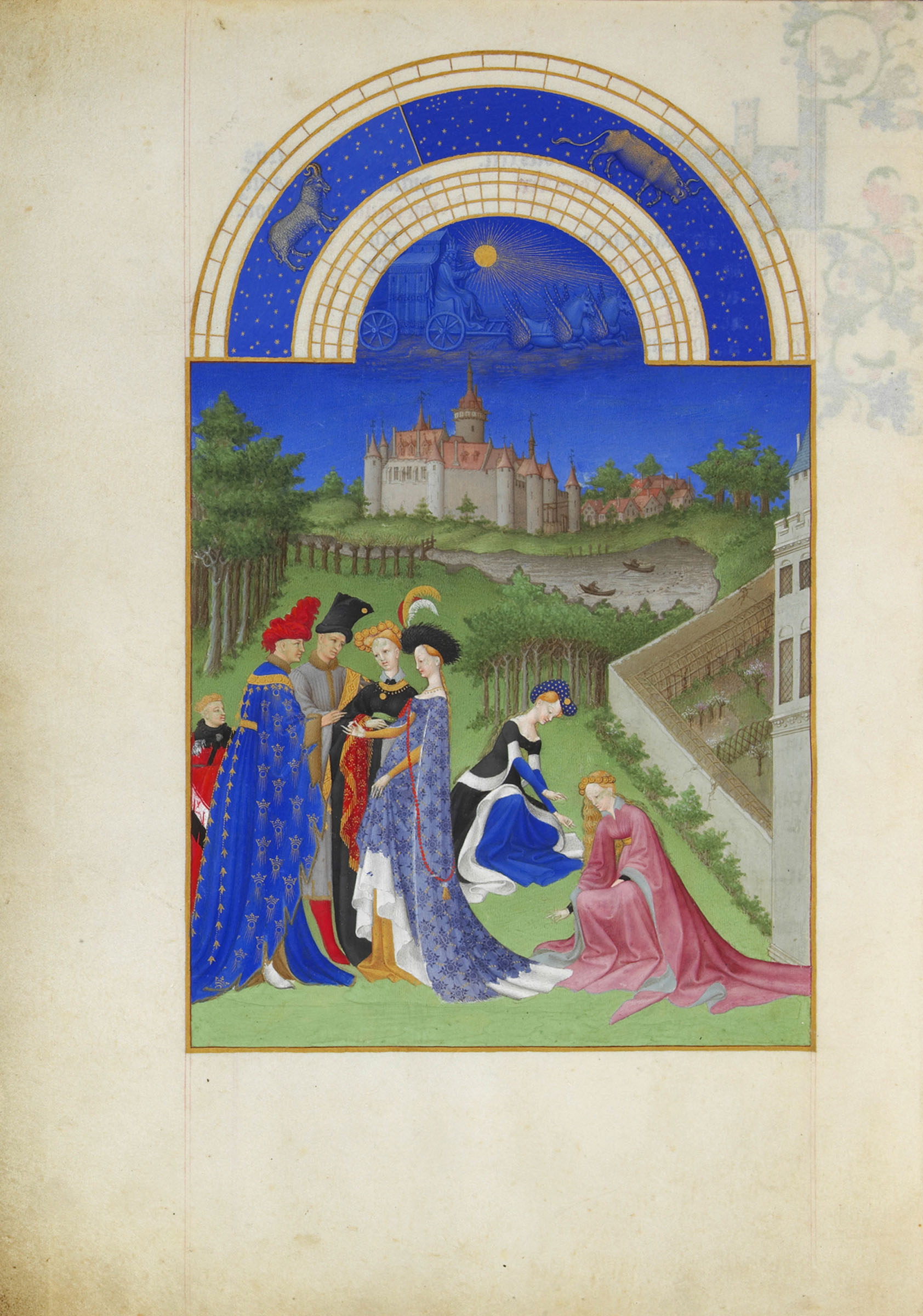
De voorstelling van de maand april, met op de achtergrond het kasteel van Dourdan, in de Très Riches Heures - Chantilly, Musée Condé, hs. 65, fol. 10v

Gebroeders Van Lymborch, ook bekend als Van Limburg, is de gebruikelijke benaming voor Herman (Nijmegen, 1385 - Bourges, 1416), Paul (Nijmegen, 1386/1387 - Bourges, 1416) en Johan (Nijmegen, 1388 - Bourges, 1416) van Lymborch, telgen uit een kunstenaarsfamilie uit Nijmegen en alle drie belangrijke illuminatoren of miniaturisten uit de middeleeuwen. Hun werk voor de hertog van Berry wordt door kunsthistorici tot de absolute hoogtepunten van de middeleeuwse schilderkunst gerekend.

## Afkomst
De naam "Van Lymborch" dook voor het eerst op in Nijmegen in 1366 toen een zekere "Johannes de Lymborch" geregistreerd werd als burger van de stad. Nijmegen was in die tijd een van de vier hoofdplaatsen van het hertogdom Gelre. Er is enige discussie over de afkomst van de naam "Van Lymborch", maar Friedrich Gorissen kwam tot de conclusie dat Johannes van Lymborch afkomstig was uit Limburg aan de Vesder, de hoofdstad van het toenmalige Hertogdom Limburg gelegen tussen Aken en Luik in het huidige België.
Het is niet zeker, maar waarschijnlijk was deze Johannes de Lymborch de vader van Arnold de Lymborch de beeldsnijder die tussen 1355 en 1360 geboren werd in Nijmegen. Arnold trouwde omstreeks 1385 met Metta of Mechteld Maelwael, de zus van de kunstschilder Jan Maelwael en ze kregen minstens zes kinderen tussen 1385 en 1395. De oudste was Herman, geboren in 1385, Paul volgde in 1386-1387 en Johan in 1388. Een vierde broer Rutger werd geboren in 1390 gevolgd door Arnold omstreeks 1392 en het enige meisje Greta werd geboren in 1395.
Hun grootvader langs moederszijde, Willem Maelwael, had zich omstreeks 1380 in Nijmegen gevestigd (Maelwael Van Lymborch Huis), samen met zijn broers Johan en Herman, ze kwamen waarschijnlijk uit het naburige Kleef.

## Leven en werk

### Opleiding
Gezien de gewoontes van de tijd is het zeer waarschijnlijk dat de broers hun eerste opleiding kregen in het atelier van hun vader en grootvader in Nijmegen, maar omstreeks 1398, waarschijnlijk na de dood van hun vader, werden Herman en Johan, nauwelijks 13 en 10 jaar oud, in de leer gedaan bij de goudsmid Alebret de Bolure in Parijs.  Het is zeer waarschijnlijk dat Jan Maelwael hierbij bemiddelde, hij verbleef sinds 1396 of misschien vroeger in Parijs en was vanaf 5 augustus 1397 aangesteld tot hofschilder door Filips de Stoute. Alebret de Bolure werkte eveneens voor Filips de Stoute, het is dus waarschijnlijk dat ze elkaar kenden.
Die opleiding werd niet afgemaakt want Alebret stuurde de jongens in de herfst van 1399 terug naar huis in Nijmegen, waarschijnlijk uit voorzorg voor de pestepidemie die toen woedde in Parijs. Bij hun terugkeer naar Gelre werden ze gevangengezet in Brussel in het kader van het conflict tussen het hertogdom Gelre en het hertogdom Brabant. Door weerom de bemiddeling van hun oom werd het gevraagde losgeld van 55 écu verzameld door de Brusselse schilders en goudsmeden als een gunst uit sympathie. De broers werden vrijgelaten, hoewel ze in Brussel moesten blijven. Dankzij een brief van Filips de Stoute, die zich garant stelde voor het betalen van het losgeld als erkenning voor de goede diensten hem betoond door Jan Maelwael, konden de broers op 2 mei 1400 hun reis verderzetten.

### Filips de Stoute

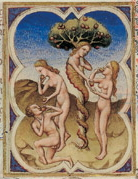
Bible moralisée van Filips de Stoute, f3v, De zondeval, Gebroeders Van Lymborch(?)

Het is niet zeker of de broers na hun vrijlating doorreisden naar Nijmegen of terugkeerden naar Frankrijk, alleszins treffen we Jehanequin Manuel (Johan) op 9 februari 1402 aan in Dijon samen met zijn broer Polequin Manuel in dienst van de hertog als enlumineurs (verluchters).
Ze krijgen de opdracht pour faire les ystoires d’une très belles et très notable Bible qu’il avait depuis peu fait commencer. Ze moesten gedurende vier jaar aan die bijbel werken en ondertussen geen andere opdrachten aanvaarden. Kunsthistorici denken dat het gaat om de Bible moralisée bewaard in de BnF met als signatuur Ms. Français 166. Voor nieuwelingen in het vak werden ze met 20 sous parisis royaal betaald, temeer dat ook de zon- en feestdagen werden betaald. Ze verbleven bij Jean Durant, de dokter van de hertog, die in naam van de hertog ook voor de betaling zorgde. Het werk moet goed vooruitgegaan zijn want op 12 januari kregen ze elk een bonus van tien écu voor het gepresteerde werk.
Durrieu vereenzelvigde dit handschrift (Ms. Fr. 166) met de Bijbel waarover in het contract gesproken werd. Deze thesis wordt vandaag nog vrij algemeen gevolgd  alhoewel er kunsthistorici zijn die deze toewijzing aanvechten. Colenbrander baseert zich bij zijn kritiek op deze toewijzing onder meer op het feit dat beide broers in een tijdsspanne van meer dan 2 jaar slechts 384 miniaturen en 128 ondertekeningen zouden afgewerkt hebben wat de totale tijd voor realisatie van dit werk op meer dan 20 jaar zou gebracht hebben, wat onwaarschijnlijk lijkt. Als Filips de Stoute op 27 april 1404 overlijdt is er daarna geen spoor meer te vinden van de fameuze bijbel, noch in inventarissen van de hertog zelf, noch in de bezittingen van zijn weduwe Margaretha van Male die een jaar later overlijdt.

### Jean de Berry

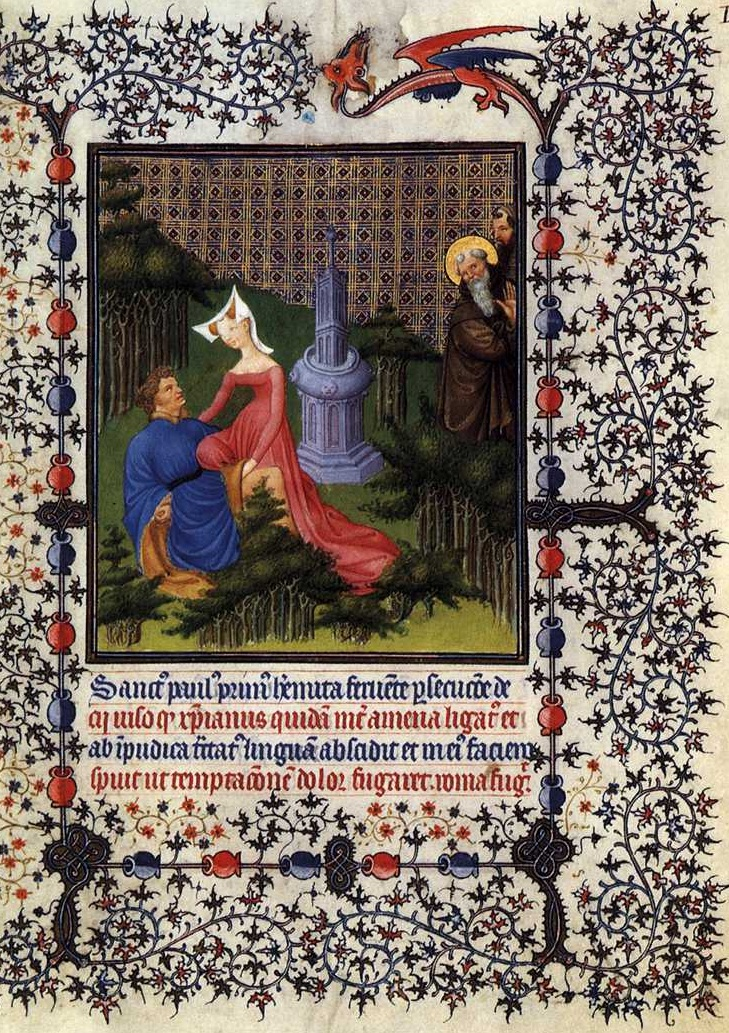
Belles heures, Gebroeders Van Lymborch, f191r, De bekoring van een christelijke jongeman.

Wat er na het overlijden van Filips de Stoute met de broers gebeurde is nergens gedocumenteerd, ze kunnen een tijdje teruggekeerd zijn naar hun familie in Nijmegen of in Frankrijk zijn gebleven.
Wat hun oom betreft hebben we meer zekerheid, tussen augustus 1404 en april 1406 reist Johan waarschijnlijk terug naar Nijmegen. Zijn eerste vrouw was overleden en hij hertrouwt met Heylwig van Redinchaven, voor de herfst van 1406, in Nijmegen. In de daaropvolgende jaren heeft het paar vier kinderen, drie dochters en een zoon Otto. In april 1406 wordt Johan Maelwael in dienst genomen door Jan zonder Vrees, de nieuwe hertog, als hofschilder en kamerheer (valet de chambre).

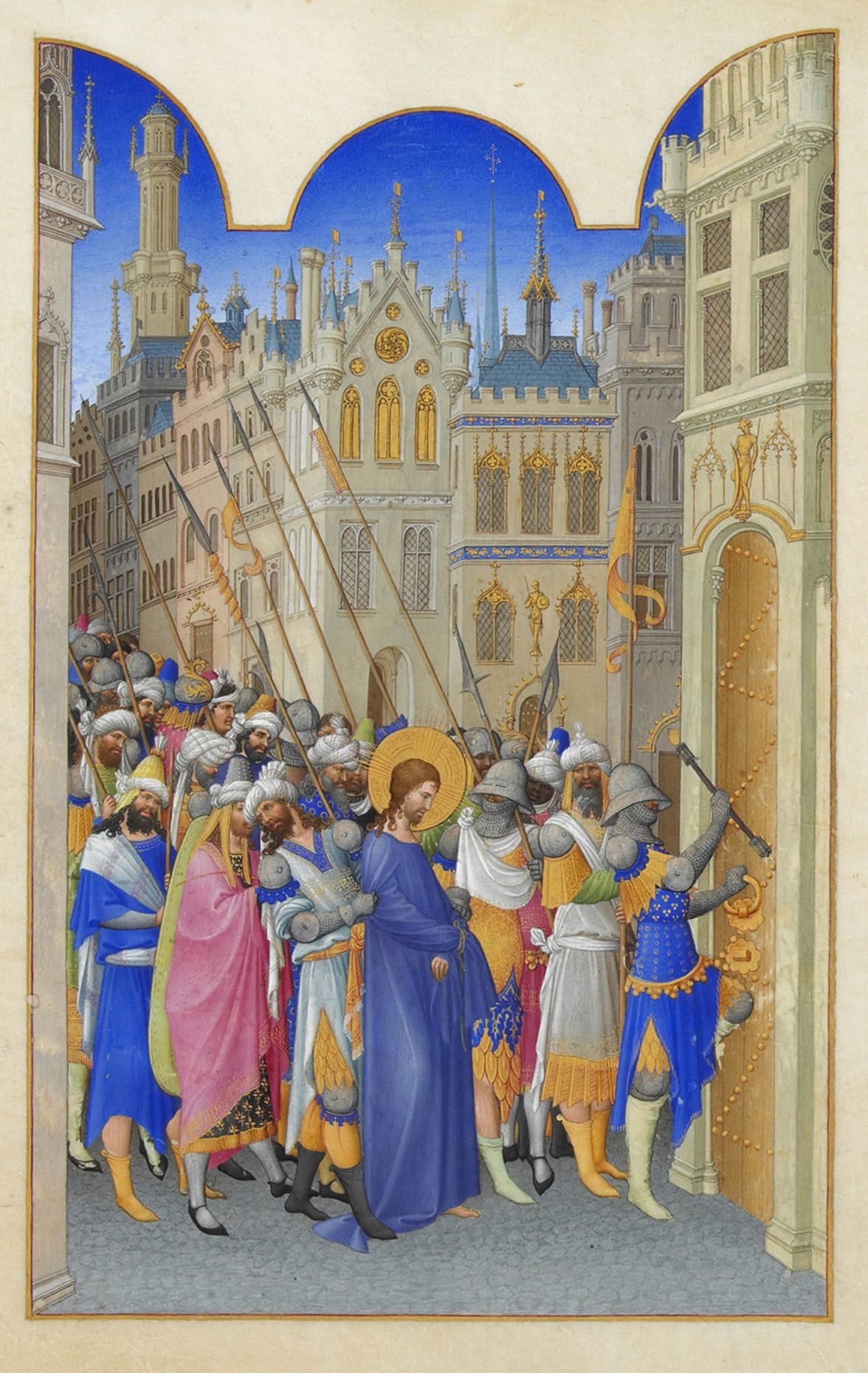
Christus wordt naar het praetorium gebracht, f143r, gebroeders Van Lymborch.

Via een notitie in een inventaris van Jean de Berry, opgemaakt door zijn Garde des joyaux Robert d’Estampes in december 1401, maar waarschijnlijk ingeschreven in 1405, weet men dat Paul en zijn twee broers een betaling ontvingen van 9 goudstukken en kort daarna nog een van 12 goudstukken. Men weet niet voor welk werk de broers betaald werden maar wel weet men dat de hertog in 1405 opdracht gaf voor het maken van zijn Belles heures.
Vooraleer de gebroeders Van Lymborch aan de Belles heures begonnen hebben ze nog drie miniaturen afgewerkt in de Très belles heures de Notre-Dame, dit werk kenden ze dus en was waarschijnlijk tijdens het werk aan de Belles heures voor hen toegankelijk. De Très belles heures de Notre-Dame gemaakt door onder meer  de Meester van het parement van Narbonne stond zonder twijfel model voor een aantal miniaturen in de Belles heures.  De gevangenneming van Christus (f123v), de geseling (f132r) en de kruisdraging (f138v) zijn duidelijk verwant met de gelijknamige taferelen in de Très belles heures de Notre-Dame en op het Parament van Narbonne. Maar merkwaardig genoeg zijn ook de gelijknamige miniaturen in de Bible moralisée van Philips de Stoute, waar ze voordien aan werkten hiermee verwant dus blijkbaar kenden de broers de Très belles heures de Notre-Dame voor ze voor de duc de Berry werkten, waarschijnlijk via hun oom Jan Maelwael.
Uit de inventaris die werd opgesteld na de dood van de hertog in 1416 blijkt duidelijk dat het handschrift dat nu bewaard wordt in het Metropolitan Museum of Art, Cloisters Collection, als Acc.No.54.1.1. wel degelijk overeenkomt met deze Belles Heures maar eigenaardig is wel dat de makers ervan worden genoemd als de ouvriers (werklieden) van de Hertog en dat de ondertussen befaamde gebroeders Van Lymborch niet bij naam worden genoemd.
Tussen het werk aan de Belles Heures en de Très Riches Heures vinden we Herman en Johan terug in Nijmegen in de zomer van 1410 waar ze al hun roerend en onroerend goed verkochten aan hun moeder Metta, verkoop die gesloten werd voor de schepenen van Nijmegen. Maar ook daarna worden ze nog regelmatig vermeld in aktes in Nijmegen. Tussen 1412 en 1414 hebben ze op verzoek van Jean de Berry een laatste wijziging aan zijn Petites Heures uitgevoerd, namelijk een miniatuur op folium 288 verso die de hertog voorstelt die op een pelgrimage of een reis vertrekt.
Nadat ze de Belles Heures hebben afgewerkt, geeft de hertog aan de drie broers Paul, Herman en Johan de opdracht voor de Très Riches Heures waarschijnlijk omstreeks 1410 of 1411 Dit handschrift zullen ze niet meer afmaken, want in 1416 sterven ze alle drie, korte tijd na hun opdrachtgever, misschien aan de pest. Over hun dood is niets met zekerheid bekend. In Nijmeegse registers wordt op 9 maart 1416 ingeschreven dat Johannes of Jenneken Malouel de zoon van Magister Arnoldi is overleden en in september of oktober 1416 wordt Theodoricus (Derik) Neven door Aernoldus de Limborch en zijn zus Margareta aangesteld als executeur-testamentair voor Hermanni, Pauli et Johannis de Lymborrch pie memorum fratrum.

### Gilette de la Mercière
Hoever de hertog ging om zijn ouvriers te plezieren wordt treffend geïllustreerd door het verhaal van Gilette de la Mercière. In de herfst van 1408 was de hertog betrokken in een proces met een burgerfamilie uit Bourges. Hij hield namelijk op zijn kasteel in Etampes een meisje van ongeveer acht jaar oud vast dat hij wou uithuwelijken aan een peintre allemand (Paul van Lymborch) tegen de wens van haar moeder en andere verwanten in. De hertog werd gesommeerd het meisje aan haar moeder terug te bezorgen op bevel van koning Karel VI zelf, op 7 januari 1409. Op 11 februari van dat jaar was het meisje terug bij haar moeder Marie du Breuil, weduwe van de rijke zakenman Giles le Mercier. Jean de Berry schonk in 1411 een van de mooiste huizen in Bourges in de rue Porte Jaune aan Paul van Lymborch. Eenmaal gevestigd in Bourges huwde Paul alsnog de dan twaalfjarige Gilette. Na Pauls dood in 1416 hertrouwde Gilette met ene André Le Roy en het koppel bleef wonen in het huis in Bourges. Paul en Gilette hadden geen kinderen.

## Stijlkenmerken

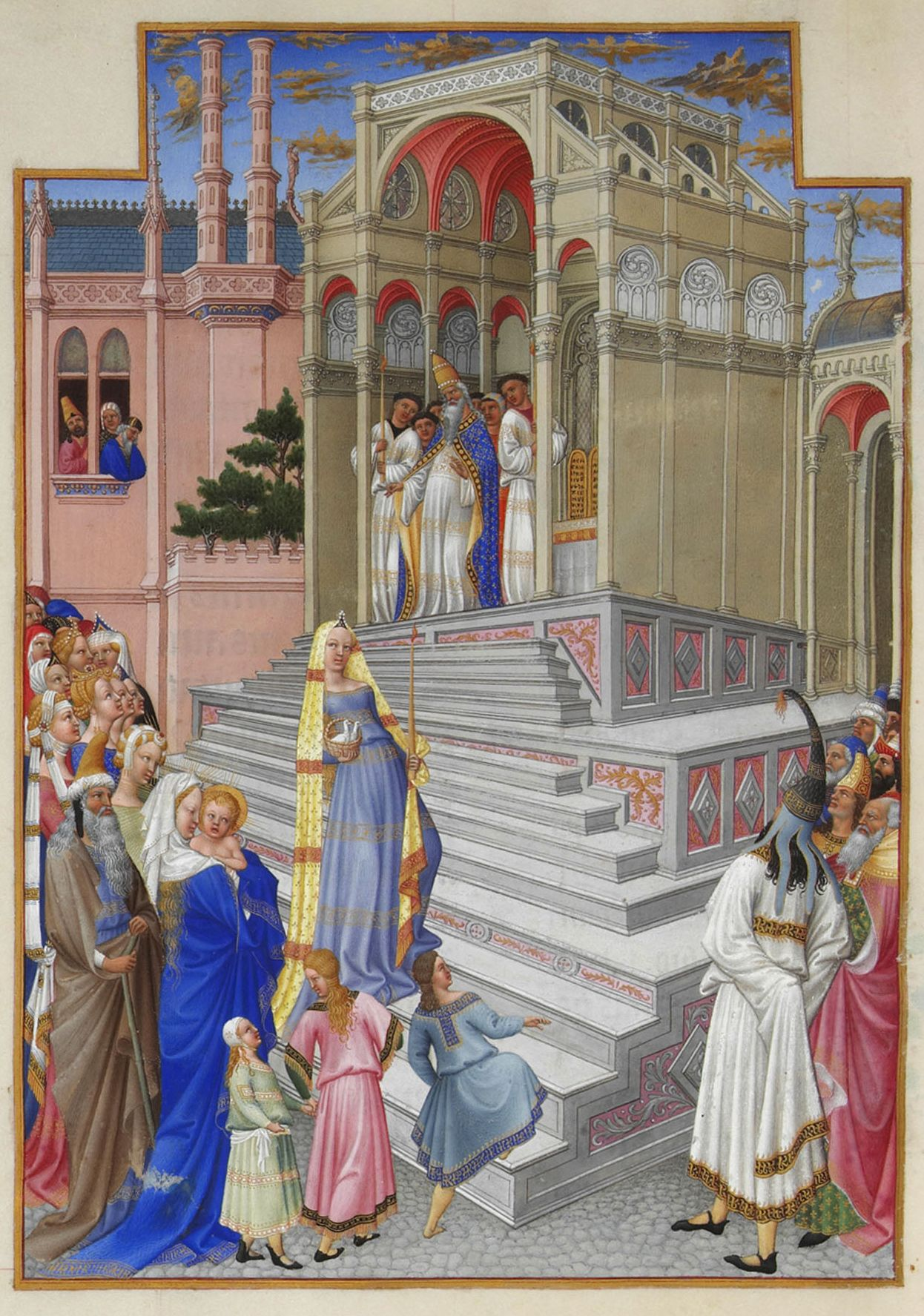
De zuivering van de Heilige Maagd, f.54v.

De Van Lymborchs waren duidelijk exponenten van de internationale gotiek. Op vele punten verrichtten ze baanbrekend werk, vooral met hun laatste onafgewerkte manuscript de Très Riches heures. Zo introduceerden ze de volblad miniatuur voor de kalender, vernieuwden de margeversiering, verbeterden de landschapschildering en waren bij de eersten die het meteorologische aspect van de seizoenen in hun landschappen betrokken. De Van Lymborchs waren zeer duidelijk beïnvloed door de Italiaanse stijl hoewel het al bij al vrij onzeker is of ze ooit een voet in Italië gezet hebben. 

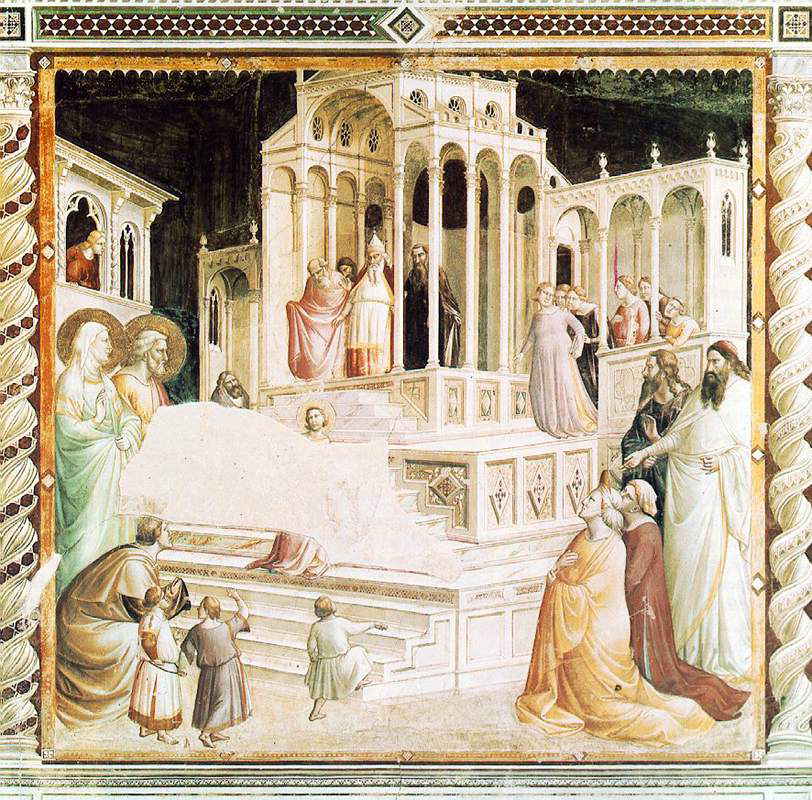
Taddeo Gaddi, Zuivering van de Maagd, Baroncelli kapel, Santa Croce, Florence

Bijvoorbeeld de duidelijk door een werk van Taddeo Gaddi geïnspireerde miniatuur van de Opdracht in de Tempel op f54r in de Très Riches Heures hoeft niet noodzakelijk gemaakt te zijn naar het originele fresco in de Capella Baroncelli van de Santa Croce in Firenze maar kan evengoed gemaakt zijn naar een tekening die zich vandaag in het Louvre bevindt. Hetzelfde kan gezegd worden over de kaart van Rome en de kalenderplaat van december, er zijn voorbeelden op perkament of in schetsboeken bekend waaruit de Van Lymborchs het Italiaanse werk konden leren kennen. Maar ongetwijfeld hebben ook verluchte manuscripten een rol gespeeld in de stijloverdracht van Italië naar Frankrijk. Kleine paneeltjes van bijvoorbeeld Simone Martini waren in die tijd ook al de Alpen overgestoken, dus aan inspirerend materiaal was er geen gebrek. Bovendien werkten talrijke Italiaanse kunstenaars aan het pauselijk paleis in Avignon, wat trouwens aan de basis lag van de internationale gotiek. Samenvattend kan men zeggen dat de Van Lymborchs geput hebben uit Italiaans werk voor composities en individuele motieven zonder echt stilistisch beïnvloed te zijn door de Italiaanse kunst. Ze ontwikkelden een zeer eigen stijl die uitstijgt boven de gewone verluchting; ze 'schilderden op perkament' en men mag hun werk op hetzelfde niveau zetten dan dat van Jan van Eyck (als miniatuurschilder), Jean Fouquet en Barthélemy d’Eyck.

## Vergeten
Guillebert de Mets beschreef in zijn Description de Paris van 1436 bekende kunstenaars die in de stad werkten of gewerkt hadden en verwees daarbij naar les trois frères enlumineurs heden ten dage een duidelijke verwijzing naar de gebroeders Van Lymborch. Maar na een laatste vermelding door Jean Pèlerin van Paoul als een van de grote schilders in de geschiedenis in zijn De Artificiali Perspectiva (1505, Toulouse), verdwenen Herman, Paul en Johan in de mist van de geschiedenis voor nagenoeg 350 jaar. Hun werken verdwenen in de anonimiteit van private bibliotheken en het zou duren tot de hertog van Aumale in 1855 de waarde van een van hun werken onderkende, het kocht en onderbracht in zijn bibliotheek. Daarna duurde het nog een kwart eeuw voor het werk in 1881 door Léopold Delisle werd geïdentificeerd als een item uit de inventaris van de bezittingen van de hertog van Berry, die werd opgesteld na zijn overlijden in 1416 en dat werd beschreven als:
'Item, en une layette plusieurs cayers d’unes tres riches Heures que faisoient Pol et ses frères, tres richement historiez et enluminez; prisez Vc liv.tournois— 
 Daarna kwam de studie van het werk en zijn auteurs stilaan op gang. Friedrich Gorissen, gemeentearchivaris in Kleef, was de man die de geschiedenis van de gebroeders Van Lymborch uit de archieven van Nijmegen opdiepte en de herkomst van de familie Van Lymborch bekend maakte.
Na de herontdekking van het werk van de broers werden de afbeeldingen van hun hand wereldwijd bekend. Dankzij een tentoonstelling in 2005 rond hun werk in hun geboorteplaats Nijmegen, ontstond aldaar een middeleeuws festival: Het Gebroeders van Limburg Festival.
Op 10 januari 2014 werd bekend dat een onbekend werk, dat van de broers zou zijn, door het veilinghuis Millon te Brussel was geveild op 16 december 2013. Dit werk omschreven als Heures dessinées, au coeur du foyer artistique des frères de Limbourg  heeft een bedrag van 2,5 miljoen euro opgebracht. Het gaat om een boekje van 15 bij 10 cm van 178 bladzijden op perkament, met 38 grote illustraties. Het werd gevonden in een privébibliotheek door een taxateur van het veilinghuis. De koper is onbekend gebleven. Volgens het veilinghuis zijn de miniaturen in het getijdenboek afkomstig van de Gebroeders Van Lymborch en zouden sommige miniaturen erg lijken op miniaturen uit de Très riches heures, maar dit wordt al dadelijk tegengesproken door Clemens Verhoeven van de Stichting Maelwael Van Lymborch in Nijmegen. Als het echt om een werk van de Lymborchs zou gaan, zou volgens hem de prijs veel hoger liggen. Verder onderzoek zal ongetwijfeld noodzakelijk zijn om de toewijzing aan de broers hard te maken.